# Anna Konkina
Anna (ook Anita) Fjodorovna Konkina (Russisch: Анна Фёдоровна Конкина; Kirillovka (oblast Penza), 14 juli 1947) is een voormalig wielrenner uit de Sovjet-Unie.
Konkina is een van de elf vrouwen die twee of meer keer wereldkampioen op de weg werden. Ze won de titel in 1970 en 1971. In 1967 en 1972 eindigde ze als derde. 